# Липаев, Иван Васильевич
Иван Васильевич Липа́ев (1865, Самарская губерния – 25 сентября 1942, Ташкент) — российский тромбонист, музыкальный критик и литератор, общественный деятель. Заслуженный артист Республики (1925).

## Биография
Сын сельского учителя родился 16 (28) мая 1865 года в селе Спиридоновка Бобровской волости Самарской губернии.
С 1882 года учился в Московской консерватории. Окончил Музыкально-драматическое училище Московского Филармонического общества  по классу тромбона Б. Ремпе (1887 г.) и по классу композиции П.И. Бларамберга (1890 г.). В начале 1890-x гг. организовал первый в России квартет медных духовых инструментов; в составе: И. В. Липаев, А. К. Марквардт и Ф. Путкамер (трубы; в 1900-е годы двоих последних заменили В. Г. Брандт и М. И. Табаков), И. Ф. Кунст (альтгорн). Квартет часто выступал с концертами, для него написан ряд интересных камерных произведений.
Артист оркестра Большого театра в 1893—1898, 1903—1912 и 1924—1931 годах. В 1907—1917 гг. — артист и инспектор оркестра  Исторических концертов С. Н. Василенко. В 1922—1926 годах играл в Персимфансе. Выступал также как дирижёр, драматический актёр, лектор-музыковед, режиссёр. В 1903 году организовал и возглавил Общество взаимопомощи оркестровых музыкантов.
В 1912—1921 годах вел класс тромбона и истории музыки в Саратовской консерватории (с 1917 года — профессор). В 1923—1934 годах преподавал историю музыки в московских музыкальных техникумах им. А. Г. и Н. Г. Рубинштейнов и Музыкальном училище им. M. M. Ипполитова-Иванова.
На литературном поприще выступил впервые в 1885 году, с тех пор (иногда под псевдонимами Самарова и Волгарева) регулярно выступал в газетах и журналах «Новости дня» (1885—1901), «Театр и жизнь» (1888—1890), Русский листок (1893—1904), «Театр, известия» (1893—1900), «Театрал» (1895—1897),  «Театр и искусство» (1897—1898), «Музыка и жизнь» (1908—1912), «Саратовский листок» (1913—1917), «Рабис» (1927—1930) и др. с историческими и публицистическими статьями, биографическими очерками. Издатель и редактор журнала «Музыкальный труженик» (1906—1910), «Оркестр» (1910—1912). В 1896—1917 гг. — постоянный корреспондент и сотрудник «Русской музыкальной газеты».
Умер 25 сентября 1942 года в Ташкенте.
Рукописное наследие Липаева хранится в ГЦЦМК им. Глинки (фонд 13) и РГАЛИ (фонд 795).